# Rick Leach
Rick Leach, né le 28 décembre 1964 à Arcadia en Californie, est un ancien joueur de tennis professionnel américain.
Joueur de double, il a atteint la première place du classement ATP en 1990. Il a remporté 46 tournois en double, dont cinq en Grand Chelem. De 1990 à 2000, il est membre de l'équipe américaine de Coupe Davis, remportant le double lors de la finale victorieuse contre l'Australie en 1990.

## Palmarès

### En double messieurs
| 46 titres en double | 5 G. Chelem | 5 G. Chelem | 5 G. Chelem | 5 G. Chelem | 3 Masters  | 3 Masters  | 3 Masters  | 3 Masters   | 4 Masters 1000 | 4 Masters 1000 | 4 Masters 1000 | 4 Masters 1000 | 7 ATP 500   | 7 ATP 500   | 7 ATP 500          | 7 ATP 500          | 14 ATP 250         | 14 ATP 250         | 14 ATP 250         | 14 ATP 250         | 0 JO               | 0 JO           | 0 JO           | 0 JO           | 13 NC          | 13 NC          | 13 NC          | 13 NC          |
| 46 titres en double | 29 sur dur  | 29 sur dur  | 29 sur dur  | 29 sur dur  | 29 sur dur | 29 sur dur | 29 sur dur | 4 sur gazon | 4 sur gazon    | 4 sur gazon    | 4 sur gazon    | 4 sur gazon    | 4 sur gazon | 4 sur gazon | 6 sur terre battue | 6 sur terre battue | 6 sur terre battue | 6 sur terre battue | 6 sur terre battue | 6 sur terre battue | 6 sur terre battue | 7 sur moquette | 7 sur moquette | 7 sur moquette | 7 sur moquette | 7 sur moquette | 7 sur moquette | 7 sur moquette |

## Parcours dans les tournois duGrand Chelem

### En simple
| Année | Open d'Australie | Open d'Australie | Internationaux de France | Internationaux de France | Wimbledon       | Wimbledon   | US Open         | US Open    |
| ----- | ---------------- | ---------------- | ------------------------ | ------------------------ | --------------- | ----------- | --------------- | ---------- |
| 1987  | —                | —                | —                        | —                        | —               | —           | 2e tour (1/32)  | J. Kriek   |
| 1988  | 2e tour (1/32)   | C.-U. Steeb      | —                        | —                        | —               | —           | 2e tour (1/32)  | A. Agassi  |
| 1989  | 1er tour (1/64)  | A. Mansdorf      | —                        | —                        | —               | —           | 2e tour (1/32)  | K. Flach   |
| 1990  | —                | —                | —                        | —                        | 1er tour (1/64) | A. Järryd   | 2e tour (1/32)  | B. Gilbert |
| 1991  | —                | —                | —                        | —                        | —               | —           | 1er tour (1/64) | L. Mattar  |
| 1992  | —                | —                | —                        | —                        | 1er tour (1/64) | O. Delaitre | —               | —          |

N.B. : à droite du résultat se trouve le nom de l'ultime adversaire.

### En double
| Année | Open d'Australie           | Open d'Australie           | Internationaux de France    | Internationaux de France | Wimbledon                  | Wimbledon                 | US Open                     | US Open                  | Open d'Australie | Open d'Australie |
| ----- | -------------------------- | -------------------------- | --------------------------- | ------------------------ | -------------------------- | ------------------------- | --------------------------- | ------------------------ | ---------------- | ---------------- |
| 1982  | n.o.                       | n.o.                       | —                           | —                        | —                          | —                         | 1er tour (1/32) T. Pawsat   | K. Curren S. Denton      | —                | —                |
| 1983  | n.o.                       | n.o.                       | —                           | —                        | —                          | —                         | —                           | —                        | —                | —                |
| 1984  | n.o.                       | n.o.                       | —                           | —                        | —                          | —                         | —                           | —                        | —                | —                |
| 1985  | n.o.                       | n.o.                       | —                           | —                        | —                          | —                         | —                           | —                        | —                | —                |
| 1986  | n.o.                       | n.o.                       | —                           | —                        | 1er tour (1/32) B. Pearce  | M. Davis B. Drewett       | 2e tour (1/16) T. Pawsat    | J. Nyström M. Wilander   | n.o.             | n.o.             |
| 1987  | —                          | —                          | —                           | —                        | 2e tour (1/16) T. Pawsat   | S. Davis D. Pate          | 1er tour (1/32) T. Pawsat   | E. Korita K. Warwick     | n.o.             | n.o.             |
| 1988  | Victoire J. Pugh           | J. Bates P. Lundgren       | 1/4 de finale J. Pugh       | J. Fitzgerald A. Järryd  | 1/8 de finale J. Pugh      | P. Aldrich D. Visser      | Finale J. Pugh              | S. Casal E. Sánchez      | n.o.             | n.o.             |
| 1989  | Victoire J. Pugh           | D. Cahill Kratzmann        | 1er tour (1/32) J. Pugh     | Antonitsch Osterthun     | Finale J. Pugh             | J. Fitzgerald A. Järryd   | 1/4 de finale J. Pugh       | J. McEnroe Woodforde     | n.o.             | n.o.             |
| 1990  | 1/2 finale J. Pugh         | G. Connell G. Michibata    | 1/8 de finale J. Pugh       | Ivanišević P. Korda      | Victoire J. Pugh           | P. Aldrich D. Visser      | 1er tour (1/32) J. Pugh     | N. Aerts Marcelino       | n.o.             | n.o.             |
| 1991  | 1/8 de finale J. Pugh      | W. Masur Stoltenberg       | Finale J. Pugh              | J. Fitzgerald A. Järryd  | 1er tour (1/32) J. Pugh    | Ivanišević J. McEnroe     | 2e tour (1/16) J. Pugh      | P. Korda K. Nováček      | n.o.             | n.o.             |
| 1992  | Finale K. Jones            | Woodbridge Woodforde       | 1er tour (1/32) K. Jones    | P. Aldrich D. Visser     | 1/8 de finale K. Jones     | G. Forget J. Hlasek       | Finale K. Jones             | J. Grabb R. Reneberg     | n.o.             | n.o.             |
| 1993  | 2e tour (1/16) K. Jones    | J.-L. de Jager M. Ondruska | 2e tour (1/16) K. Flach     | T. Martin J. Palmer      | 2e tour (1/16) K. Flach    | Ivanišević M. Rosset      | Victoire K. Flach           | M. Damm K. Nováček       | n.o.             | n.o.             |
| 1994  | 1/4 de finale K. Flach     | M. Damm K. Nováček         | 1er tour (1/32) Kronemann   | P. McEnroe R. Reneberg   | 2e tour (1/16) D. Visser   | S. Cannon Macpherson      | 2e tour (1/16) D. Visser    | L. Bale B. Steven        | n.o.             | n.o.             |
| 1995  | 1/4 de finale S. Melville  | M. Knowles D. Nestor       | 1/8 de finale S. Melville   | A. Boetsch M. Rosset     | Finale S. Melville         | Woodbridge Woodforde      | 1/4 de finale S. Melville   | Woodbridge Woodforde     | n.o.             | n.o.             |
| 1996  | 1/4 de finale S. Melville  | S. Edberg P. Korda         | 1/4 de finale J. Frana      | G. Forget J. Hlasek      | 1er tour (1/32) A. Järryd  | P. Galbraith A. Olhovskiy | 1er tour (1/32) J. Leach    | H. J. Davids S. Schalken | n.o.             | n.o.             |
| 1997  | 1/2 finale J. Stark        | Woodbridge Woodforde       | 1/4 de finale J. Stark      | Woodbridge Woodforde     | 1/8 de finale J. Stark     | J. Björkman N. Kulti      | 1er tour (1/32) J. Stark    | Ivanišević C. Suk        | n.o.             | n.o.             |
| 1998  | 1/4 de finale E. Ferreira  | J. Björkman J. Eltingh     | 1er tour (1/32) E. Ferreira | J. Alonso N. Lapentti    | 1/4 de finale E. Ferreira  | J. Björkman P. Rafter     | 1er tour (1/32) E. Ferreira | L. Lobo J. Sánchez       | n.o.             | n.o.             |
| 1999  | 1/2 finale E. Ferreira     | M. Bhupathi L. Paes        | 1/4 de finale E. Ferreira   | M. Bhupathi L. Paes      | 2e tour (1/16) E. Ferreira | B. Bryan M. Bryan         | 2e tour (1/16) E. Ferreira  | N. Godwin M. Ondruska    | n.o.             | n.o.             |
| 2000  | Victoire E. Ferreira       | W. Black Kratzmann         | 1er tour (1/32) E. Ferreira | G. Etlis Rodríguez       | 1/4 de finale E. Ferreira  | D. Adams J.-L. de Jager   | Finale E. Ferreira          | L. Hewitt M. Mirnyi      | n.o.             | n.o.             |
| 2001  | —                          | —                          | 1/8 de finale E. Ferreira   | N. Kulti M. Llodra       | 1/4 de finale E. Ferreira  | B. Bryan M. Bryan         | 1/4 de finale E. Ferreira   | W. Black K. Ullyett      | n.o.             | n.o.             |
| 2002  | 1/4 de finale E. Ferreira  | M. Llodra F. Santoro       | 2e tour (1/16) B. MacPhie   | F. Čermák O. Fukárek     | 2e tour (1/16) E. Ferreira | A. Hadad Qureshi          | 1/8 de finale W. Ferreira   | M. Bhupathi M. Mirnyi    | n.o.             | n.o.             |
| 2003  | —                          | —                          | 2e tour (1/16) B. MacPhie   | L. Paes D. Rikl          | 2e tour (1/16) B. MacPhie  | W. Arthurs P. Hanley      | 2e tour (1/16) B. MacPhie   | W. Arthurs P. Hanley     | n.o.             | n.o.             |
| 2004  | 2e tour (1/16) W. Ferreira | G. Etlis Rodríguez         | 2e tour (1/16) B. MacPhie   | M. Knowles D. Nestor     | 1/8 de finale B. MacPhie   | J. Björkman Woodbridge    | 1er tour (1/32) B. MacPhie  | Davydenko A. Fisher      | n.o.             | n.o.             |
| 2005  | 2e tour (1/16) B. MacPhie  | S. Aspelin T. Perry        | 1er tour (1/32) T. Parrott  | G. Carraz A. Dupuis      | 2e tour (1/16) T. Parrott  | L. Paes N. Zimonjić       | 1er tour (1/32) A. Fisher   | S. Aspelin T. Perry      | n.o.             | n.o.             |

N.B. : le nom du ou de la partenaire se trouve sous le résultat ; le nom des ultimes adversaires se trouve à droite.

### En double mixte
N.B. : le nom de la partenaire se trouve sous le résultat ; le nom des ultimes adversaires se trouve à droite.

## Participation aux Masters

### En double
| Année | Ville          | Surface         | Partenaire     | Résultats | Résultat final    |
| ----- | -------------- | --------------- | -------------- | --------- | ----------------- |
| 1988  | Londres        | Moquette indoor | Jim Pugh       | 4v, 1d    | Vainqueur         |
| 1989  | Londres        | Moquette indoor | Jim Pugh       | 1v, 3d    | Demi-finaliste    |
| 1990  | Sanctuary Cove | Dur ext.        | Jim Pugh       | 1v, 2d    | Éliminé en poules |
| 1992  | Johannesburg   | Dur ext.        | Kelly Jones    | 1v, 2d    | Éliminé en poules |
| 1995  | Eindhoven      | Moquette indoor | Scott Melville | 1v, 2d    | Éliminé en poules |
| 1997  | Hartford       | Moquette indoor | Jonathan Stark | 4v, 1d    | Vainqueur         |
| 1998  | Hartford       | Moquette indoor | Ellis Ferreira | 1v, 2d    | Éliminé en poules |
| 1999  | Hartford       | Moquette indoor | Ellis Ferreira | 1v, 2d    | Éliminé en poules |
| 2000  | Bangalore      | Dur ext.        | Ellis Ferreira | 1v, 3d    | Demi-finaliste    |
| 2001  | Bangalore      | Dur ext.        | Ellis Ferreira | 4v, 1d    | Vainqueur         |

## Classements ATP en fin de saison

### En simple
| Année | 1984 | 1985 | 1986 | 1987 | 1988 | 1989 | 1990 | 1991 | 1992 | 1993 | 1994 |
| Rang  | 676  | 369  | 201  | 148  | 258  | 195  | 279  | 402  | 424  | 639  | 537  |

### En double
| Année | 1984 | 1985 | 1986 | 1987 | 1988 | 1989 | 1990 | 1991 | 1992 | 1993 | 1994 | 1995 | 1996 | 1997 | 1998 | 1999 | 2000 | 2001 | 2002 | 2003 | 2004 | 2005 | 2006 |
| Rang  | 616  | 313  | 102  | 45   | 7    | 4    | 5    | 14   | 6    | 15   | 52   | 19   | 20   | 8    | 13   | 15   | 6    | 20   | 36   | 95   | 48   | 77   | 641  |

### Période au rang de numéro un mondial en double
| Précédé par  | Dates                   | Suivi par | Nombre de semaines | Cumul |
| Danie Visser | 26/03/1990 - 27/05/1990 | Jim Pugh  | 9                  | 9     |